# Cattedrale di San Paolo (Lisbona)
La cattedrale di San Paolo (in portoghese: Catedral de São Paulo) è la chiesa cattedrale sede della Chiesa lusitana cattolica apostolica evangelica, si trova a Lisbona, in Portogallo.

## Storia
La cattedrale sorge in quello che era il complesso di un convento dei carmelitani scalzi, fondato nel 1606 e completato nel 1611. Dopo l'abolizione degli ordini religiosi e l'allontanamento dei frati, l'edificio fu requisito ed utilizzato dal 1835 come caserma del XVII battaglione della Guardia Nazionale, ospitando dall'anno successivo anche l'ufficio del commissariato. L'edificio fu poi messo in vendita in un'asta pubblica nel 1872, la proprietà venne acquistata dalla chiesa presbiteriana scozzese, fatto questo che causò forti polemiche. Dal 1898 è proprietà della chiesa lusitana cattolica apostolica evangelica.